# Monstre du Valais
Vous lisez un « article de qualité » labellisé en 2016.
Monstre du Valais est le surnom d'une ou de plusieurs bêtes féroces qui attaquent de nombreux troupeaux dans le canton du Valais, en Suisse, à partir d'avril 1946. En partant du constat des troupeaux dévorés sur les alpages, la rumeur enfle. La presse suisse utilise le nom de « monstre ». Parmi une multitude d'identités supposées, celles d'un lynx ou d'une ou plusieurs panthères dominent, soutenues par des témoignages très suivis. Cependant, le monstre du Valais semble avoir été un grand loup européen, abattu à Eischoll le 27 novembre 1947.
L'affaire du monstre du Valais est étudiée dans le cadre des rumeurs contemporaines, offrant un éclairage sur le rapport humain avec la faune sauvage, et notamment les grands carnivores. Elle témoigne de la tendance de la population à imaginer la présence proche de félins dangereux, sur la base de la peur et des témoignages erronés. La bête abattue en 1947 atteste la présence ponctuelle de loups dans les Alpes, à une époque où l'espèce est censée avoir déserté la région.

## Dénomination et sources
La presse suisse a surnommé cet animal le « monstre du Valais », il est également connu sous le nom d'« animal mystérieux de la Loèche »,. L'affaire a surtout été commentée par l'abbé et naturaliste Ignace Mariétan, dans son Bulletin de la Murithienne. Les rapports de police, la presse locale, notamment le Nouvelliste valaisan, et le Journal et feuille d'avis du Valais, permettent de compléter la description de l'affaire. D'après Anne Bachmann, reconstituer l'histoire du monstre du Valais se révèle difficile, car les sources d'époque ne concordent pas toutes. Ignace Mariétan relève des attaques que la presse ne mentionne pas, et vice-versa. Les datations et le nombre des victimes sont différents.

## Histoire

Localisation des principales zones d'attaque du monstre du Valais.

L'affaire du Valais passionne toute la Suisse en 1946 et 1947. La police cantonale  a recueilli l'essentiel des documents et pièces à conviction en rapport avec le « monstre ». Les recherches et l'élimination de la bête sont confiées au Service de la chasse. Pendant des mois, l'échec des battues et le nombre de victimes animales domestiques remettent en cause la domination humaine sur cet espace naturel et sur la faune sauvage qui y vit.
Localisation des principales zones d'attaques recensées sur la carte ci-contre :
1. Forêt de Finges
2. Loèche
3. Zinal
4. Oberems
5. Unterems
6. Chandolin
7. Ayer
8. Illgraben (cône de déjection)
9. Nanztal (alpage)
10. Evolène
11. Eisten
12. Entre Gampel et Rarogne
13. Tourtemagne
14. Entre Loèche et Inden
15. Eischoll

### Contexte

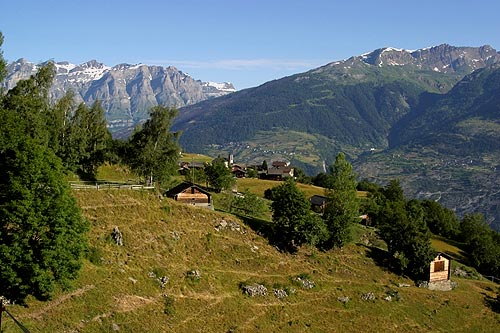
Région d'Oberems.

L'affaire du « monstre du Valais » appartient aux rumeurs contemporaines de la bête féroce. Alors que ces affaires concernaient autrefois des animaux anthropophages, généralement des chiens et des loups, au XXe siècle, les « bêtes » sont de plus en plus souvent vues comme des félins, et se contentent généralement de tuer des animaux domestiques. L'ampleur prise par l'affaire du monstre du Valais s'explique en partie par l'élimination passée des grands prédateurs carnivores en Suisse. Le loup disparaît du Valais à la fin du XIXe siècle, l'ours et le lynx au début du XXe siècle. Les activités pastorales se sont déployées sans entrave. Les locaux ont perdu la connaissance des grands prédateurs, ce qui explique les nombreuses difficultés rencontrées pour les identifier et les chasser.
D'après Alexandre Scheurer, les habitants du Valais ont une « perception de la faune dominée par la crainte et le fantastique ». Ils ont toujours nourri la peur du loup, en dépit du fait que les annales de la région n'enregistrent qu'une seule victime humaine due à un loup, un enfant en 1637. Cette situation est très différente de celle de la France, où les mêmes annales imputent de très nombreuses victimes aux loups. Deux attaques de lynx sont officiellement répertoriées dans la région (en 1770 et 1866), mais le félin n'est pas réputé pour s'en prendre à l'être humain. La plupart des blessures subies à cause d'attaques d'animaux résultent des situations de chasse.

### Attaques de l'été 1946 et hypothèse du lynx

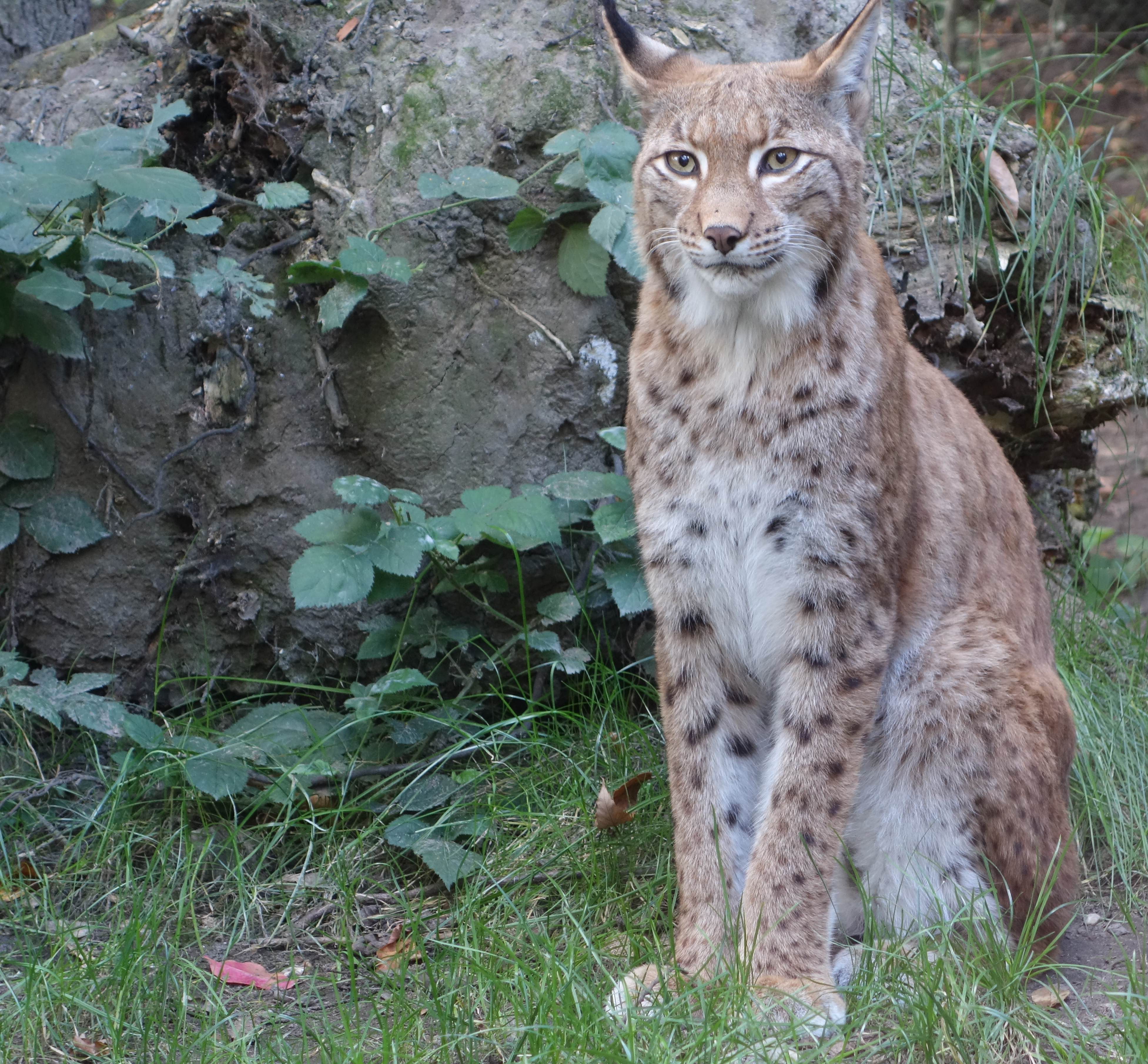
Le monstre du Valais est d'abord pris pour un lynx.

La date de la première attaque n'est pas certaine : Ignace Mariétan la fait remonter au 26 avril 1946. La police enregistre les premières plaintes d'éleveurs le 25 mai, et la presse ne mentionne rien avant juillet. D'après Mariétan donc, 13 moutons sont égorgés près de la forêt de Finges le 26 avril, alors qu'ils paissent sur des alpages. Les premières accusations s'orientent sur un homme ou un chien. Un chien valaisan est abattu. Les poils de mouton retrouvés dans son tube digestif conduisent au classement de l'affaire. Cela ne stoppe pas les attaques, car le même scénario se reproduit en mai, toujours près de Finges. Un chien est de nouveau accusé.
Les attaques prennent de l'ampleur en juillet, où des troupeaux (dont un comptant 50 moutons à La Souste) sont attaqués vers le 10 ou le 11, puis à nouveau les 18, 21 et 25 du mois. Cette nouvelle série d'attaques suscite l'intérêt de la presse
locale, qui interroge les habitants sur l'identité du prédateur. Les reporters recueillent des premiers avis et témoignages contradictoires. Le terme de « monstre » est employé pour désigner le carnivore inconnu. La police cantonale et l'office de chasse de la Loèche organisent des battues, en pure perte. Le 6 août 1946, des moutons égorgés sont retrouvés près de Zinal, témoignant d'une extension du terrain de chasse du « monstre ». L'état des cadavres (présence de griffures) conduit à supposer que l'agresseur est un lynx.
Le 9 août 1946, un garde forestier témoigne avoir aperçu la bête près d'Oberems. Ce n'est d'après lui ni un chien ni un renard, mais un animal au pelage gris-noir, à la tête ronde et à la petite queue touffue. Deux autres témoignages recueillis le 11 et le 12 août 1946 situent l'animal dans la forêt de Finges et près d'Oberems. Une nouvelle battue à 22 chasseurs est organisée le 14 août dans la forêt de Finges. C'est un échec, car l'animal a changé de secteur, comme en témoigne la découverte d'un veau égorgé près d'Oberems le même jour.
Supposant que la bête se déplace en suivant un couloir, un poste de surveillance permanent est créé entre le val d'Anniviers et le val de Tourtemagne. Les observations entre Unterems et le val d'Anniviers les 15 et 16 août ne donnent rien, car la pluie a effacé les traces du prédateur. Cinq moutons sont tués le 20 août près de Chandolin. Un porc est attaqué à Ayer le 25 août. Des empreintes sont relevées près de l'Illgraben. Leur analyse « confirme » qu'il s'agirait d'un grand félin. Les autorités valaisannes font appel à un chasseur de lynx canadiens, qui pose des pièges et des appâts le 27 août. Elle sollicite aussi l'aide d'un dompteur du nom de Fernando. Pendant tout le mois d'août 1946, la presse locale publie quotidiennement des articles sur le « monstre ». Des reporters suivent les policiers et chasseurs sur les lieux des massacres et pendant les battues. La médiatisation entraîne un afflux de témoignages et de courriers en provenance de toute la Suisse. Des sommes d'argent parfois importantes sont proposées en échange de la dépouille de l'animal, lorsqu'il aura été abattu.

### Hypothèse de la panthère

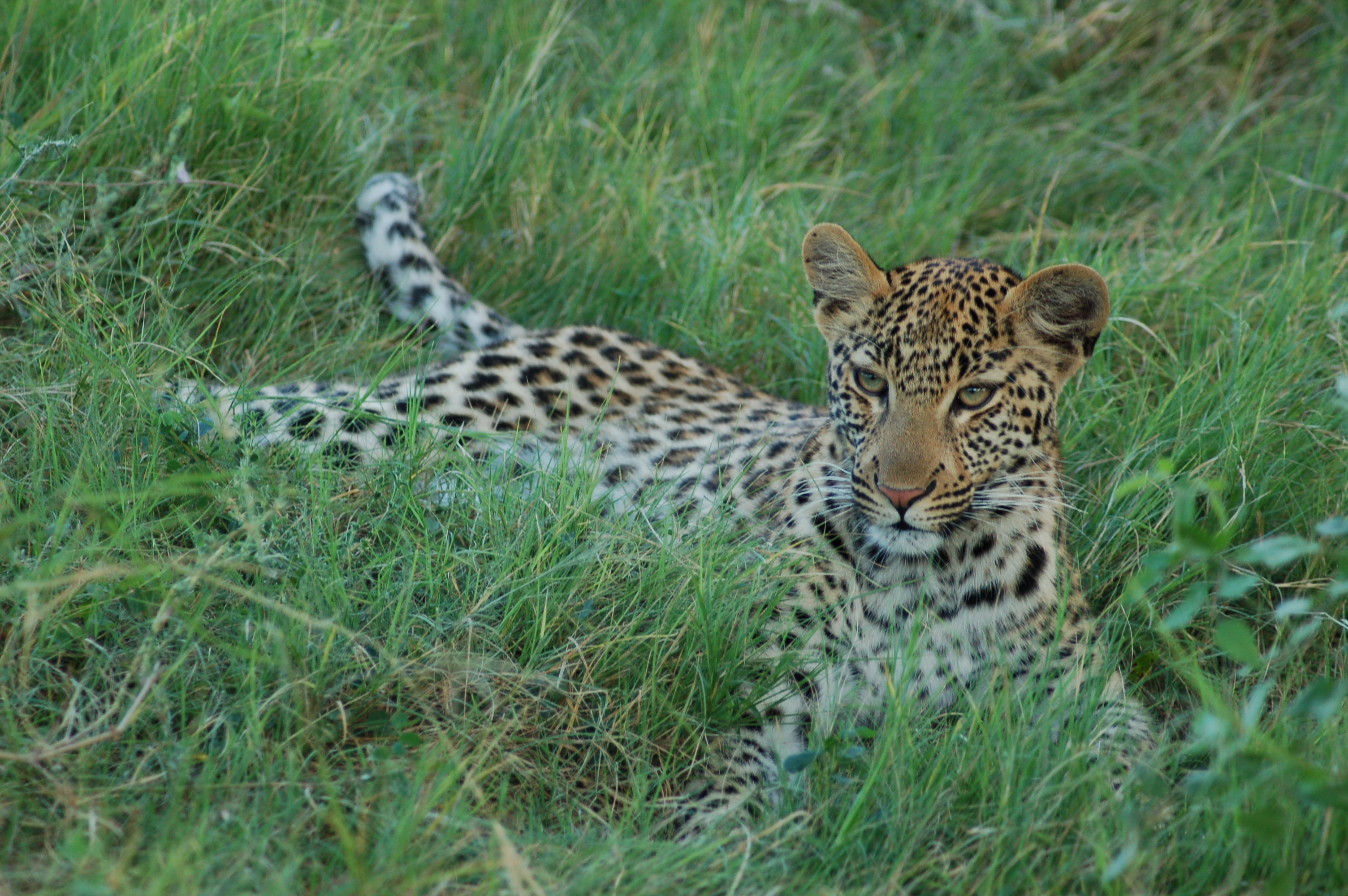
Jeune panthère dans l'herbe.

L'affaire prend une nouvelle tournure avec le témoignage du dompteur Fernando, le 2 septembre 1946. Il certifie avoir reconnu une jeune panthère. Déduisant que cet animal hypothétique doit être né dans la nature, la police cantonale communique qu'elle recherche une famille de panthères (un couple et trois petits), probablement échappée d'un zoo italien à la suite d'un bombardement pendant la Seconde Guerre mondiale. La mobilisation se renforce, car en plus de l'ouverture de la chasse le 7 septembre, les chasseurs sont motivés par la prime de 300 francs suisses offerte pour chacune de ces bêtes,. De grandes battues sont organisées, et des cages avec appâts vivants (dont une contient un vieil âne) sont déposées dans l'Illgraben.
Les 7 et 9 septembre, plusieurs témoins disent avoir vu entre 3 et 5 animaux carnivores rôder autour des appâts. Un employé de cirque certifie qu'il y a au moins un puma. L'institut de zoologie de l'université de Lausanne reçoit des moulages d'empreintes. Son directeur ne confirme pas l'hypothèse d'une panthère, mais estime qu'il pourrait s'agir d'un grand félin, s'étonnant néanmoins qu'un animal gardé un temps en captivité échappe depuis si longtemps aux battues. Bien que le nombre d'animaux domestiques victimes soit en baisse, l'impuissance apparente des autorités valaisannes crée une tension parmi la population.
Le service de la chasse organise une grande battue qui rassemble 70 chasseurs le 4 octobre 1946, un jour de pluie diluvienne, entre le val de Tourtemagne, l'Illgraben et la forêt de Finges, sans résultat. Deux attaques sont signalées dans le val d'Hérens les 3 et 5 octobre, sur l'alpage de Nantzal (au-dessus de Visperterminen) une semaine plus tard, puis à nouveau dans le Val d'Hérens entre le 21 et le 27 octobre. D'après Anne Bachmann, l'échec des battues s'explique en grande partie par l'organisation de celles-ci. Elles sont lancées dans la région où l'animal vient de faire une victime, alors qu'il s'est très probablement déjà déplacé.
Les troupeaux sont redescendus des alpages vers la plaine en octobre et novembre. Cela donne lieu à une vague d'attaques et d'observations imprécises des « fauves », au plus près des habitations. Trois attaques sont répertoriées début novembre dans la région de Viège, une quatrième fin novembre près des Haudères. Jean Maistre, un chasseur d'Evolène, suggère dans son rapport de battue que l'un des monstres serait un puma. Ces observations près des habitations augmentent l'angoisse parmi la population, comme en témoignent les articles de l'époque.
L'hypothèse de la panthère ou du puma s'effondre peu à peu avec l'arrivée de l'hiver. Les naturalistes s'étonnent que les attaques continuent, car la baisse des températures aurait dû pousser les fauves à quitter la région pour un climat plus clément. Les spécialistes de la chasse au grand félin sont bredouilles. La police cantonale progresse dans ses investigations. Aucun félin évadé d'un zoo n'est signalé en Italie, à part deux lions échappés d'un zoo italien à Bologne, qui ont été rapidement retrouvés et abattus. Aucune attaque de grande ampleur sur troupeau n'étant signalée côté italien, un colonel italien suggère à la police valaisanne de rechercher plutôt un loup, un chien-loup, un ours ou un renard.

### Tassement provisoire de l'affaire

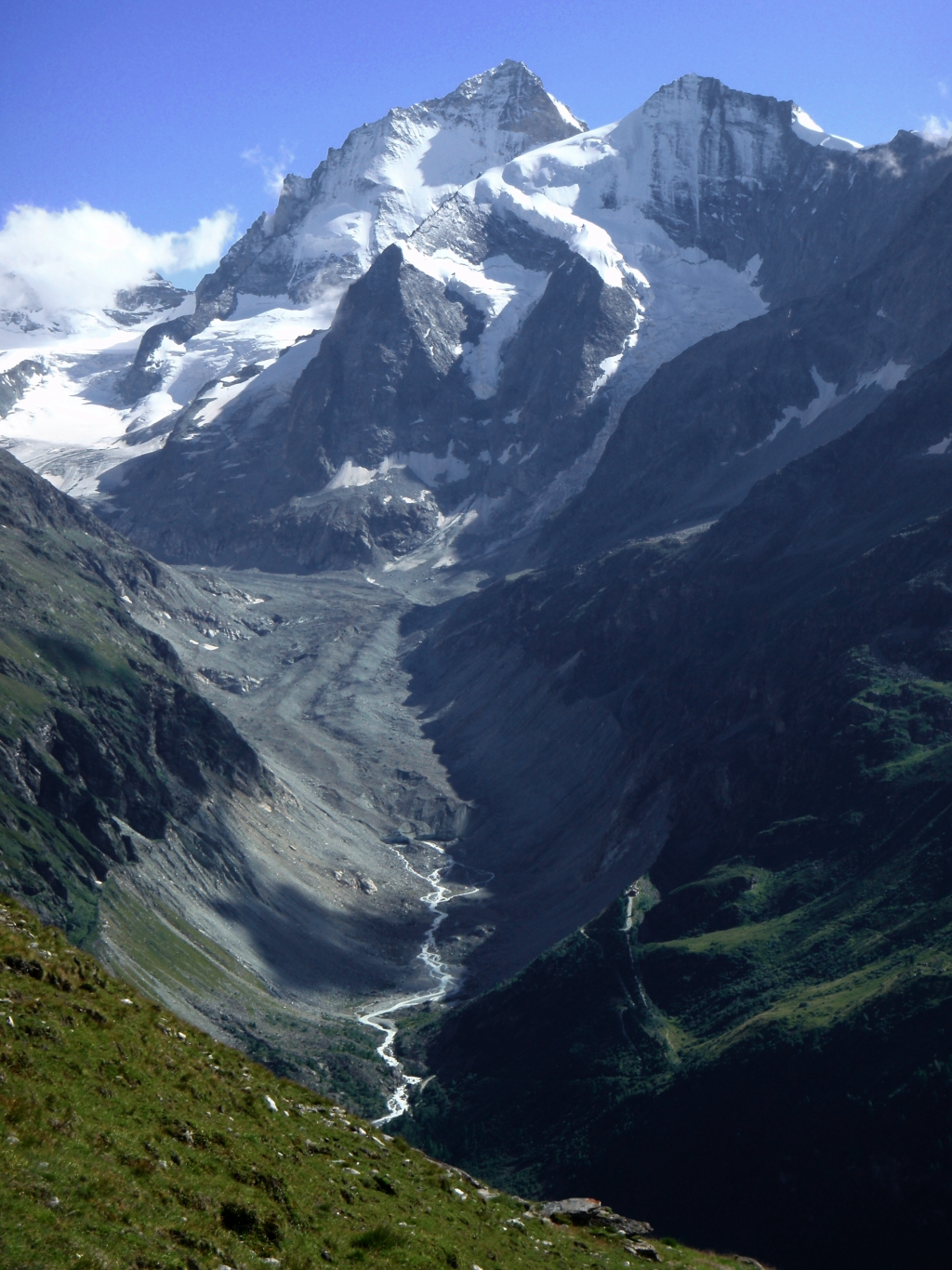
Vue sur le val de Zinal pendant l'été.

Quelques animaux de rente sont attaqués début décembre à Eisten, et entre Gampel et Rarogne. La police cantonale augmente la prime pour chaque « monstre » à 500 francs suisses le 17 décembre 1946. Toute personne titulaire d'un permis de chasse valable pour l'année 1946 est en droit de participer à la traque. Le 31 décembre, un chasseur annonce avoir tué un animal carnivore dangereux à Eischoll, qui se révèle n'être qu'un gros renard.
L'engouement médiatique pour le « monstre du Valais » s'effondre au début de l'année 1947. Les troupeaux étant pour la plupart rentrés à l'étable ou à la bergerie, le « monstre » se fait plus rare. En janvier, des empreintes sont relevées dans la neige près de Tourtemagne, et un chamois est retrouvé entièrement dévoré le 17, près de Brigue. L'affaire se tasse du côté des autorités en raison de l'absence de preuve. En mars, la presse locale mentionne à nouveau la présence de fauves en Valais, mais le service de la chasse conseille de ne plus rien publier au sujet du « monstre » sans une vérification sérieuse des sources d'information.
Le Nouvelliste annonce l'abattage d'un des monstres (un chien errant) par la police cantonale le 7 avril 1947. Soupçonné, l'animal a été testé en étant relâché en liberté avec trois moutons, et en a égorgé un. L'affaire reste cependant ouverte, car les empreintes de ce chien ne correspondent pas à celles qui ont été précédemment relevées. De plus, les témoignages de visions de fauves continuent à affluer. Les troupeaux étant progressivement remontés en alpage, un massacre de moutons de grande ampleur se produit mi-avril entre Loèche et Inden. L'autopsie des cadavres ne donne rien de probant, un vétérinaire soupçonnant une origine humaine, un autre l'œuvre d'un félin ou d'un canidé. Le Conseil d'État du Valais émet un arrêté sur les chiens errants le 30 avril 1947. Les animaux pris à errer pourront être abattus sans sommation. La mesure est inefficace, car de nouvelles attaques touchent le Haut-Valais au mois de mai. Le taxidermiste du muséum d'histoire naturelle de Genève, Henry Larsen, dit avoir aperçu les traces d'un lynx au sommet de l'Illhorn le 13 mai. Son témoignage est pris très au sérieux par la police cantonale, qui dépêche la gendarmerie sur place les 19 et 22 mai, en pure perte.
Les attaques sont nombreuses en juin et juillet 1947 : un bouc est tué près de Tourtemagne, 11 moutons puis 10 moutons et une chèvre le sont près de Zinal, 13 moutons meurent près de Grüben. À la fin du mois de juillet, trois nouvelles attaques touchent les troupeaux de l'alpage de Lirec, près de Zinal. Les hypothèses de la gendarmerie et des naturalistes hésitent entre le chien errant, le loup et le lynx. Deux bergers de la région reçoivent une autorisation de port d'armes pour protéger leurs bêtes. Les alpages sont placés sous surveillance, là encore sans aucun résultat. En août, une attaque près d'Eischoll relance l'hypothèse du grand félin, grâce au témoignage de cinq personnes qui décrivent un fauve à longue queue. Un militaire prétend avoir failli tuer l'un des monstres le 14 septembre, mais le cadavre retrouvé avec un projectile dans le cou est celui d'un renard. Des témoignages évoquent des félins près de Thyon en septembre, mais les battues ne donnent rien. Trois nouvelles attaques touchent la région d'Evolène entre fin septembre et début octobre. Un berger témoigne avoir vu l'assaillant à deux reprises, qu'il suppose être un loup au pelage fauve. De même, le propriétaire d'un troupeau de douze agneaux massacrés dans la même région parle d'un chien-loup, cette fois noir. L'affaire se tasse de nouveau après le 20 octobre 1947.

### Abattage d'un loup à Eischoll

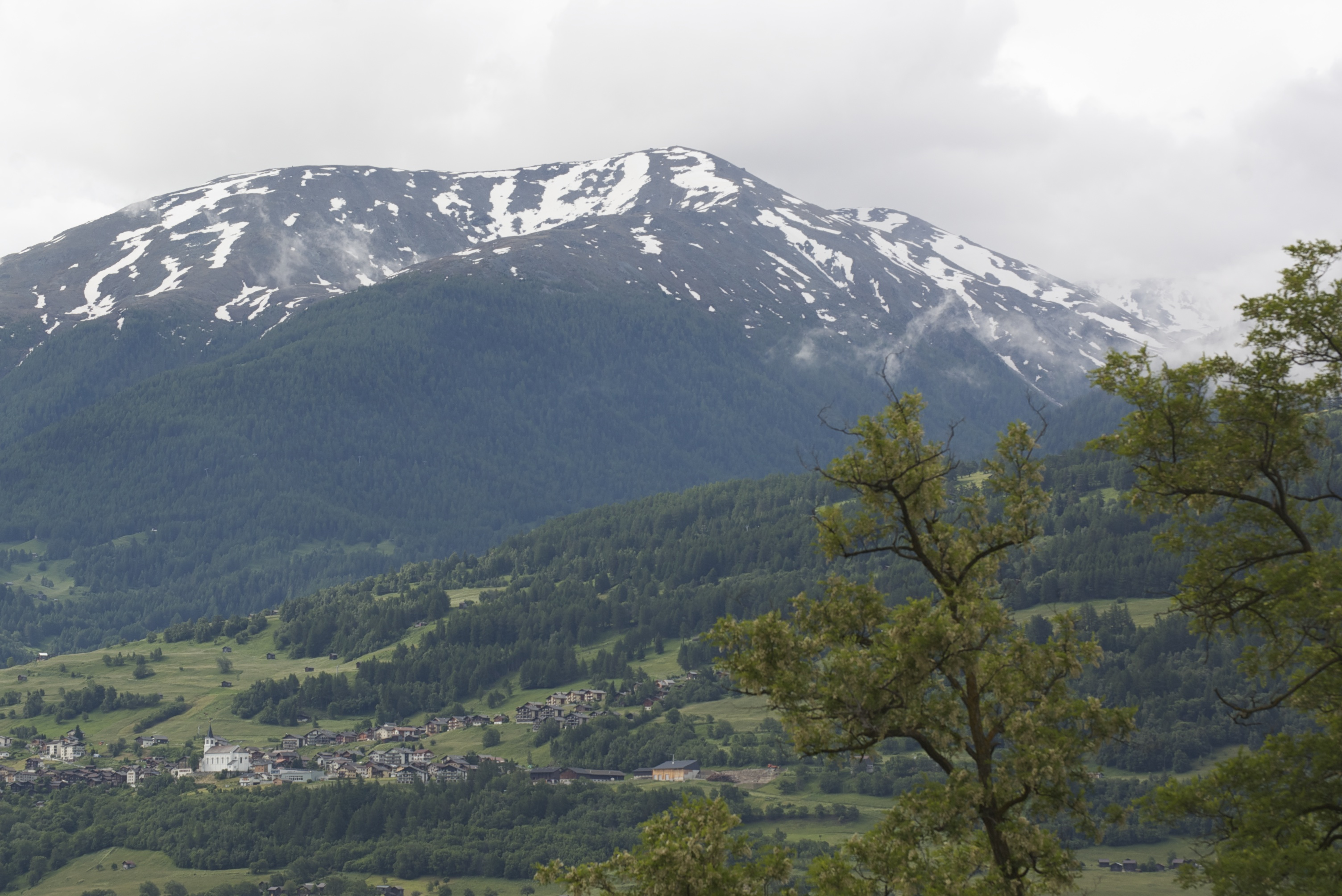
Paysage d'Eischoll, dans le canton du Valais, où le loup a été abattu.

Après un mois de grand calme, l'affaire prend fin subitement avec l'abattage d'un grand loup mâle à Eischoll, le 27 novembre 1947. Un éleveur local, Marinus Brunner, avait abattu l'une de ses vaches et laissé les entrailles près de sa grange. Les abats attirent deux charognards. Il avertit son neveu, Albin. Tous deux s'arment d'un fusil et guettent durant la soirée. Une bête passant à 50 mètres d'eux, ils tirent, la touchent et l'achèvent à coups de crosse. Ils portent le cadavre à la gendarmerie de Rarogne le lendemain, qui identifie un loup et l'emmène à la police cantonale de Sion. Albin Brunner reçoit la prime de 500 francs suisses. Le cadavre du loup est exposé toute la journée dans la vitrine d'un magasin de Sion, puis envoyé à Genève pour y être identifié et naturalisé le soir même.
Le taxidermiste de Genève révèle que le loup a reçu trois plombs dans la tête, dont l'un a entraîné la mort en frappant au-dessus de l’œil, touchant ainsi le cerveau. La prime de 500 francs pour l'abattage des loups est maintenue, et des recherches sont effectuées mi-décembre pour débusquer d'autres loups, supposant que l'animal devrait appartenir à une meute. Après examen de la denture du loup d'Eischoll, le directeur du muséum d'histoire naturelle de Genève, Pierre Revilliod, l'estime âgé d'un an et demi au maximum, ce qui le rend trop jeune pour être l'auteur des premières attaques répertoriées en 1946. Les dernières battues ne donnent rien. Alors que la presse restait silencieuse depuis plusieurs mois, l'abattage du loup d'Eischoll alimente des articles régionaux et nationaux pendant plusieurs semaines, en fournissant des détails sur l'aventure des Brunner. L'article de La Tribune de Lausanne du 2 décembre 1947 entraîne une petite polémique, car il affirme que Marinus Brunner n'est pas chasseur, mais braconnier, et que son neveu l'a couvert pour qu'il puisse toucher la prime sur le « monstre ».
De nombreuses personnes sollicitent la police pour tirer profit du cadavre du loup. Les autorités du Valais refusent toutes ces propositions. En février 1948, la naturalisation du « monstre » est terminée. Après une courte exposition au muséum d'histoire naturelle de Genève, il est officiellement remis aux autorités du Valais le 21 mai 1948, pour être exposé au musée de la nature du Valais de Sion. D'après Anne Bachmann, la manifestation qui accompagne le retour du loup empaillé « exalte la victoire du gouvernement contre le prédateur ». Elle constitue le dernier événement en rapport avec l'affaire du « monstre du Valais ». Aucune autre attaque d'ampleur sur troupeau n'a été rapportée depuis.

## Identité du « monstre »
Le monstre du Valais s'est vu prêter des identités multiples. D'abord imaginé comme un animal unique, il devient jusqu'à cinq animaux. Les témoignages lui attribuent des comportements contradictoires. Des personnes plus ou moins spécialistes en zoologie prétendent voir en ce « monstre » un chien marron, un loup, un lynx, un ours ou un animal exotique. La presse parle de ses cris comme étant des « clapissements ». La théorie du lynx a rencontré le plus vaste écho, en raison de témoignages concordants. Une panthère, puis une jeune lionne sont évoquées après l'intervention du dompteur. Les multiples témoignages fantastiques vont jusqu'à évoquer un serpent vert géant.
Le loup abattu en 1947 est certainement le véritable « monstre du Valais ». L'animal présente le phénotype classique du loup européen, témoignant que cette espèce fréquente régulièrement les Alpes à l'époque, alors qu'elle y est présumée disparue. Naturalisé au muséum d'histoire naturelle de Genève par le taxidermiste de Genève Henry Larsen, le loup abattu à Eischoll pèse, selon lui, 43 kg (ou 36 kg d'après Robert Hainard), pour 1,20 m de long et une hauteur de 80 cm. Le squelette reste au muséum genevois, la peau montée étant restituée au musée de Sion et le crâne prêté à la même institution en 1948. Le directeur de l'époque du muséum de Genève, Pierre Revilliod, relève différentes mesures sur le cadavre écorché, et estime l'âge de l'individu entre 18 et 19 mois, soit une date de naissance proche de mars-avril 1946, postérieure aux toutes premières attaques. Les viscères de l'animal sont étudiés par Jean Baer de l'université de Neuchâtel qui y trouve des ténias de l'espèce Taenia hydatigena, dont les larves parasitent essentiellement le mouton. Bien que l'appartenance de l'animal à l'espèce du loup européen ait été présumée par plusieurs spécialistes de l'époque, seule une analyse génétique permettrait de le confirmer et d'exclure définitivement toute possibilité d'un métissage chien-loup.

## Analyse

### La presse responsable d'une psychose collective?
D'après Michel Meurger, théoricien de la rumeur qui étudie cette affaire dans un article paru en 1990, l'utilisation du nom de « monstre » par la presse entraîne une psychose parmi la population, et favorise des hypothèses fantastiques. Des spécialistes en paranormal ont prétendu pouvoir résoudre l'affaire, en utilisant l'astrologie, la télépathie, l'hypnose et la radiesthésie. Anne Bachmann parle elle aussi de « psychose collective provoquée par la présence du prédateur et entretenue par la médiatisation de cette affaire ». Les titres des articles de presse sont souvent conçus pour provoquer l'angoisse et la peur, en parlant de « monstre », de « bête sauvage » qui ravage les troupeaux, de « fauve », et même de « vampire » et d'« égorgeur ». L'engouement médiatique pour le « monstre du Valais » s'effondre au début de l'année 1947, probablement par lassitude dans un premier temps, puis à cause de la demande de vérification des sources faite à la presse par le service de la chasse, en mars 1947. Une note interne des services de police en juin 1947 demande expressément de ne pas communiquer sur l'existence de nouvelles attaques de troupeaux afin que le public n'en ait pas connaissance. La Feuille d'avis du Valais publie un article en novembre 1947 pour expliquer que le périodique est accusé de construire une légende autour du « monstre ».
Le nombre des victimes animales est sans doute exagéré par la presse (qui s'informe essentiellement auprès de sources officieuses en 1946), car il est très supérieur à celui qui est enregistré par les autorités. Les noms de « monstre » et de « fauve » ont également été employés par la police, ne permettant pas de déterminer qui en est à l'origine. Il est en revanche certain que ce vocabulaire anxiogène a nourri la psychose, générant de très nombreux témoignages imprécis et une propension à « voir des monstres partout ». D'après Anne Bachmann, une grande partie des témoignages d'observation relève uniquement de l'imagination. L'inquiétude de la population valaisanne et la colère des éleveurs sont attestées par de nombreux courriers reçus par la police et par des témoignages dans la presse, démontrant une crainte de voir apparaître des victimes humaines, et un sentiment d'impuissance.

### Impact économique du retour du loup en Valais
Un décompte précis des victimes du « monstre » est effectué par la police entre le 20 août et le 28 septembre 1946 : en un peu plus d'un mois, 65 ovins, 21 caprins, un veau et un porc ont été tués. Le rapport de la fin de l'année 1946 monte à 125 ovins, 25 caprins, un veau et un porc. Ces attaques ont un impact économique important sur les éleveurs, d'autant plus qu'aucune indemnisation n'est prévue : une circulaire rédigée le 12 mai 1947 précise que l'État n'a aucune responsabilité ni aucun engagement dans le sort des troupeaux. Après l'abattage du loup, il est suggéré aux éleveurs de porter plainte auprès des tribunaux ordinaires. Très peu d'entre eux font la démarche, vraisemblablement à cause des difficultés administratives. Un propriétaire de troupeaux d'Unterems se voit refuser sa demande de dédommagement en 1949.
Les informations fournies par la presse et la police permettent de chiffrer certains dégâts. L'un des veaux tués aurait eu une valeur de 400 francs suisses. Au 3 janvier 1947, un article du Nouvelliste Valaisien estimait que le ou les « monstres » avaient fait perdre 25 000 CHF aux éleveurs. 17 moutons tués représenteraient entre 700 et 800 CHF de pertes. L'opinion de l'époque est presque totalement hostile au loup. Un seul courrier reçu témoigne qu'une personne était prête à dédommager les éleveurs en échange de la remise en liberté des bêtes carnivores. En plus du coût pour les éleveurs, la présence du monstre du Valais a occasionné des dépenses publiques. Entre les achats de matériaux et l'appel à des personnes mandatées, ce coût public est d'environ 6 000 CHF. Le loup d'Eischoll semble avoir été un individu isolé. Les meutes de loups qui avaient disparu de la région depuis plusieurs décennies n'y ont fait leur réapparition officieuse qu'en 1977, puis officiellement en 1985.

### Théorie de la rumeur
Véronique Campion-Vincent et Jean-Bruno Renard étudient cette affaire dans le cadre des rumeurs contemporaines. Plusieurs facteurs ont contribué à créer et alimenter une rumeur de bête féroce dans la région. La publication de planches représentant des lynx a permis aux personnes n'ayant pas de connaissances en sciences naturelles de découvrir cet animal. Les suppositions d'Ignace Mariétan ont alimenté une crainte infondée. D'après les deux chercheurs, il est vraisemblable que si un loup n'avait pas été abattu fin 1947, la rumeur du félin tueur aurait perduré, en finissant par devenir une tradition locale : « Le loup empaillé nous permet d'évaluer le degré de factualité contenu dans l'affaire ».
Le directeur du zoo de Bâle estime que l'hypothèse du lynx, d'abord évoquée par une autorité forte (l'abbé Ignace Mariétan), a influencé les personnes qui ont livré les témoignages postérieurs. Après la diffusion de la théorie de l'abbé, les observations supposées du « monstre » se sont multipliées. La presse a involontairement aidé les témoins à identifier un lynx. Dès lors, les témoignages de visions d'« oreilles en pinceaux » n'étaient plus rares. La nature même de cette affaire explique qu'elle ait créé tant de rumeurs en Suisse. Le mystère autour de la nature de l'animal tueur est propice à la création d'un engouement populaire. L'angoisse des habitants constitue également un motif de diffusion de l'affaire. Le monstre du Valais a été qualifié de « prédateur le plus mystérieux depuis le monstre du Loch Ness ».

## Héritage et impact culturel

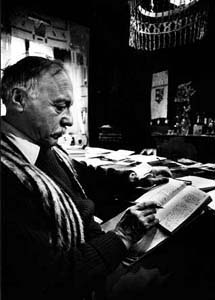
Maurice Chappaz (ici, en 1983) parle du monstre dans son journal intime.

Henri Calet a séjourné en Valais à l'époque du « monstre ». Il parle longuement de cette affaire dans son journal de voyage L'Italie à la paresseuse. Le roman d'Albert Muret intitulé Fausta raconte l'histoire du monstre du Valais. Dans son Journal intime d'un pays, Maurice Chappaz parle des « moutons blessés [qui] étaient recueillis dans les petits prés au-dessus des chalets. On en ramassait d'autres égorgés dans les pierriers. ». Une peinture à l'huile d'artiste suisse de 44 sur 31 cm est répertoriée sous le titre de « Monstre du Valais ».
S. Corinna Bille publie en 1966 un ouvrage intitulé Le Mystère du Monstre, qui fait référence à toute l'affaire. D'abord publié aux éditions du Verdonnet. Il est réédité aux Cahiers de la Renaissance vaudoise avec des illustrations de Robert Hainard, en 1968. Une réédition plus tardive est effectuée chez Joie de lire en 1993 et 1994, toujours avec les illustrations de Hainard, puis à nouveau en 2012 chez Joie de lire, avec de nouvelles illustrations de Fanny Dreyer.
Le monstre du Valais est entré dans la culture populaire valaisanne : le nom « monstre du Valais » a par exemple été utilisé pour qualifier une proposition de loi interventionniste socialiste dans la région.